# Combe de Malaval
La combe de Malaval est une vallée de France située dans les Alpes, entre le massifs des Arves au nord et des Écrins au sud, en aval de la Grave à l'est et en amont du lac du Chambon à l'ouest. Elle correspond à la partie la plus orientale de l'Oisans, celle située dans le département des Hautes-Alpes et non en Isère. Drainée par la Romanche, elle est traversée par la route départementale 1091 qui relie l'Oisans isérois à l'ouest au Briançonnais à l'est. La vallée représente un passage resserré entre le pic de la Grave et le glacier de la Girose au sud et le plateau d'Emparis au nord.

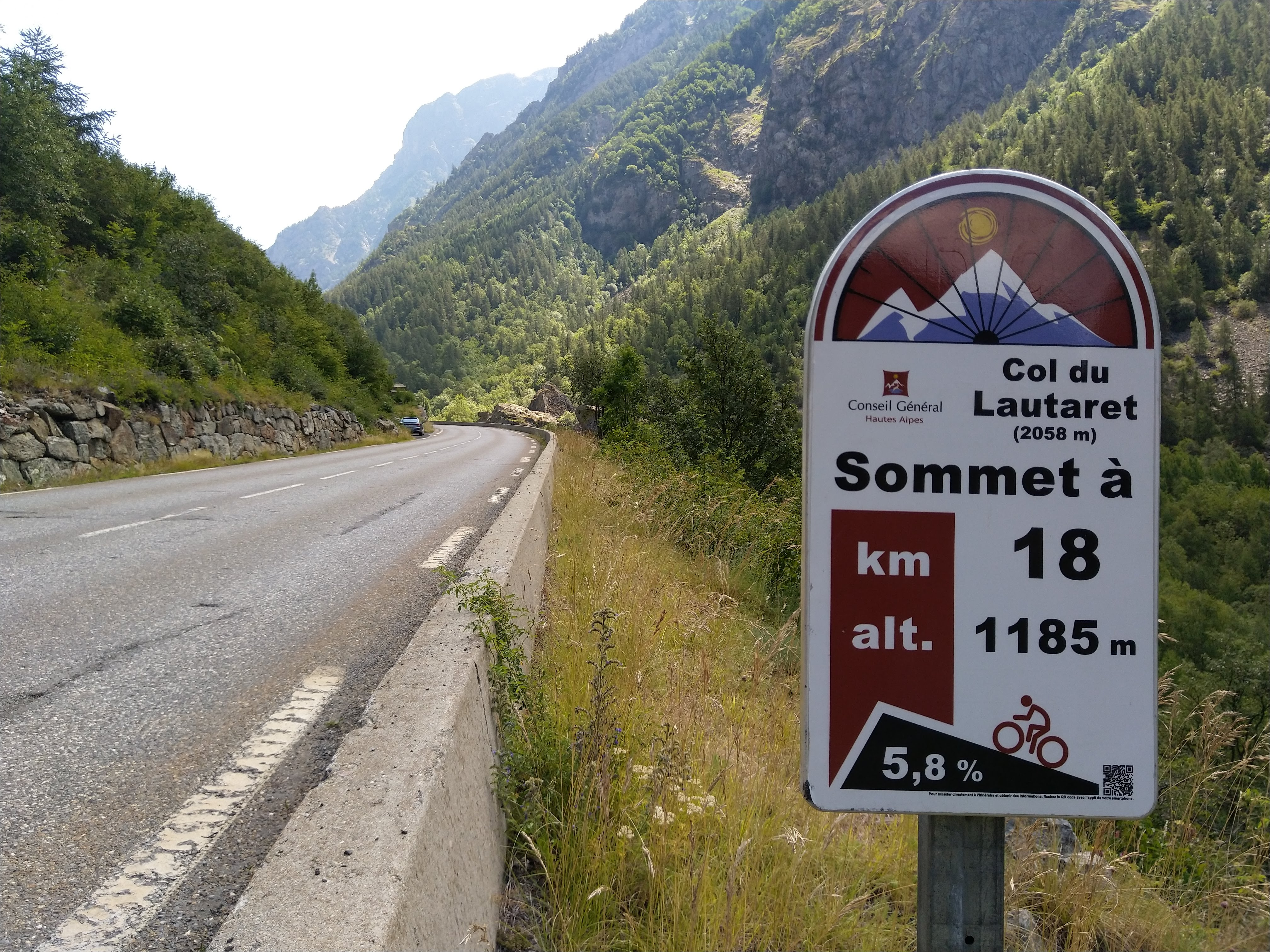
Panneau routier pour l'ascension cycliste du col du Lautaret par la route départementale 1091 dans la combe de Malaval.